# Port lotniczy Wa
Port lotniczy Wa – port lotniczy zlokalizowany w ghańskim mieście Wa. Obsługuje połączenia lotnicze ze stolicą – Akrą.

## Kierunki lotów i linie lotnicze
| Linia Lotnicza | Kierunek          |
| -------------- | ----------------- |
| Passion Air    | 1. Akra 2. Kumasi |